# Archer Daniels Midland
La Archer Daniels Midland è una multinazionale statunitense attiva nel settore alimentare.

## Attività
I suoi principali settori di attività sono la lavorazione dei semi oleosi (soia, lino, colza, girasole), dei cereali (mais, frumento) e del cacao. La Archer Daniels Midland è principalmente un fornitore di ingredienti per l'industria alimentare e mangimistica, ricavati dalla lavorazione di semi e cereali (dolcificanti, lecitine, aminoacidi). Negli ultimi anni si è dedicata anche alla produzione di biocarburanti e materiali plastici di origine vegetale.

## Storia
L'azienda fu fondata nel 1902 da George A. Archer e John W. Daniels con il nome di Archer-Daniels Linseed Company, la cui attività principale era la lavorazione dei semi di lino. Nel 1923 acquisì la Midland Lindseed Company, assumendo il nome di Archer Daniels Midland. Successivamente l'azienda allargò la sua attività all'industria molitoria e, soprattutto dagli anni sessanta, alla lavorazione della soia, specializzandosi nella produzione dei suoi derivati, largamente impiegati nell'alimentazione umana ed animale.